# 五道沟镇
五道沟镇，是中华人民共和国吉林省通化市柳河县下辖的一个乡镇级行政单位。

## 行政区划
五道沟镇下辖以下地区：
五道沟社区、大泉眼社区、五道沟村、民乐村、更生村、牛家村、集贤村、孙家街村、三道沟村、大泉眼村、沙家街村、大青沟村、油松村、于家村、教堂子村、四道沟村、龙山村和铁北村。